# 三戸範之
三戸　範之（さんのへ　のりゆき、1961年12月19日 - ）は秋田県出身の日本の柔道家。現役時代は86kg級の選手。段位は七段。身長178cm。2016年現在は秋田大学教育文化学部の教授を務める。

## 経歴
秋田高校から筑波大学へ進学すると、2年の時に新人体重別86kg級で2位に入った。3年の時には正力杯で2位だった。4年の時には講道館杯で3位になった。
その後筑波大学の大学院へ進んだ。さらに八戸工業高等専門学校の教員となると、1986年の講道館杯では3位だったが、選抜体重別では決勝で東海大学4年の村田正夫を破って優勝を飾った。アジア大会では決勝で地元韓国のパク・キュンホに判定で敗れて2位に終わった。続く世界学生の個人戦では3位だったが、団体戦では優勝を飾った(この大会は大会開催年の12月31日時点において29歳未満で、大学か大学院に在学しているか卒業して2年以内の選手には出場資格があるため、教員でも出場可能)。1987年の講道館杯では決勝で旭化成延岡の大迫明伸を破って優勝を成し遂げた。

## 主な戦績
- 1981年 -　新人体重別　2位
- 1982年 -　正力杯　2位
- 1983年 -　講道館杯　3位
- 1986年 -　講道館杯　3位
- 1986年 -　選抜体重別　優勝
- 1986年 -　アジア大会　2位
- 1986年 -　世界学生　個人戦　3位　団体戦　優勝
- 1987年 -　講道館杯　優勝

(出典、JudoInside.com)。

## 著書
- [スポーツステップアップ柔道パーフェクトマスター] (共著) 新星出版社 2008年 ISBN 4405086249